# Vincy-Reuil-et-Magny
Vincy-Reuil-et-Magny là một xã ở tỉnh Allier, vùng Hauts-de-France thuộc miền bắc nước Pháp. Xã này cách Laon 35 km về phía tây.